# Dendrophylax funalis
Dendrophylax funalis là một loài thực vật có hoa trong họ Lan. Loài này được (Sw.) Benth. ex Rolfe mô tả khoa học đầu tiên năm 1888.

## Hình ảnh

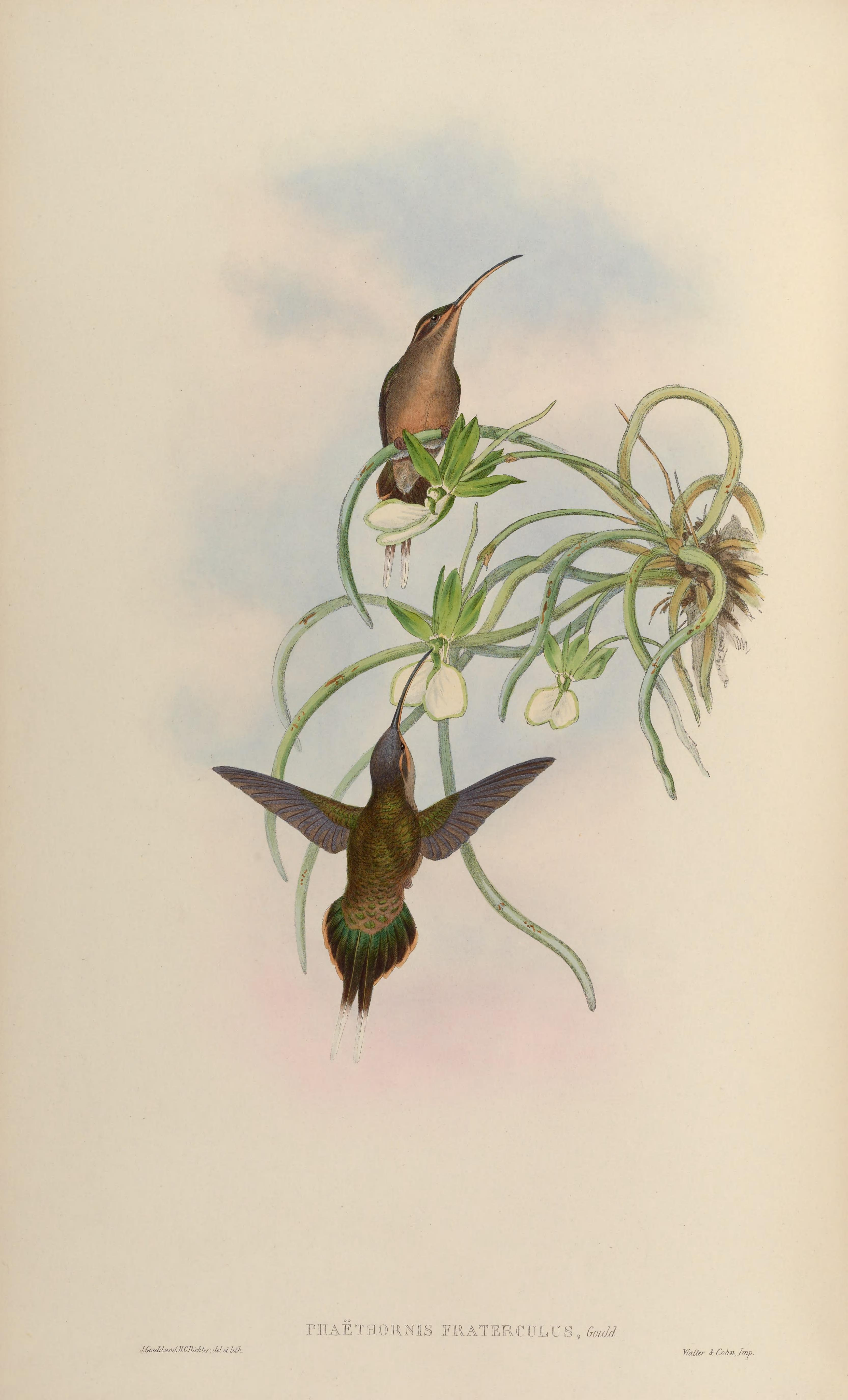